# 克列萬
50°44′45″N 26°0′47″E / 50.74583°N 26.01306°E

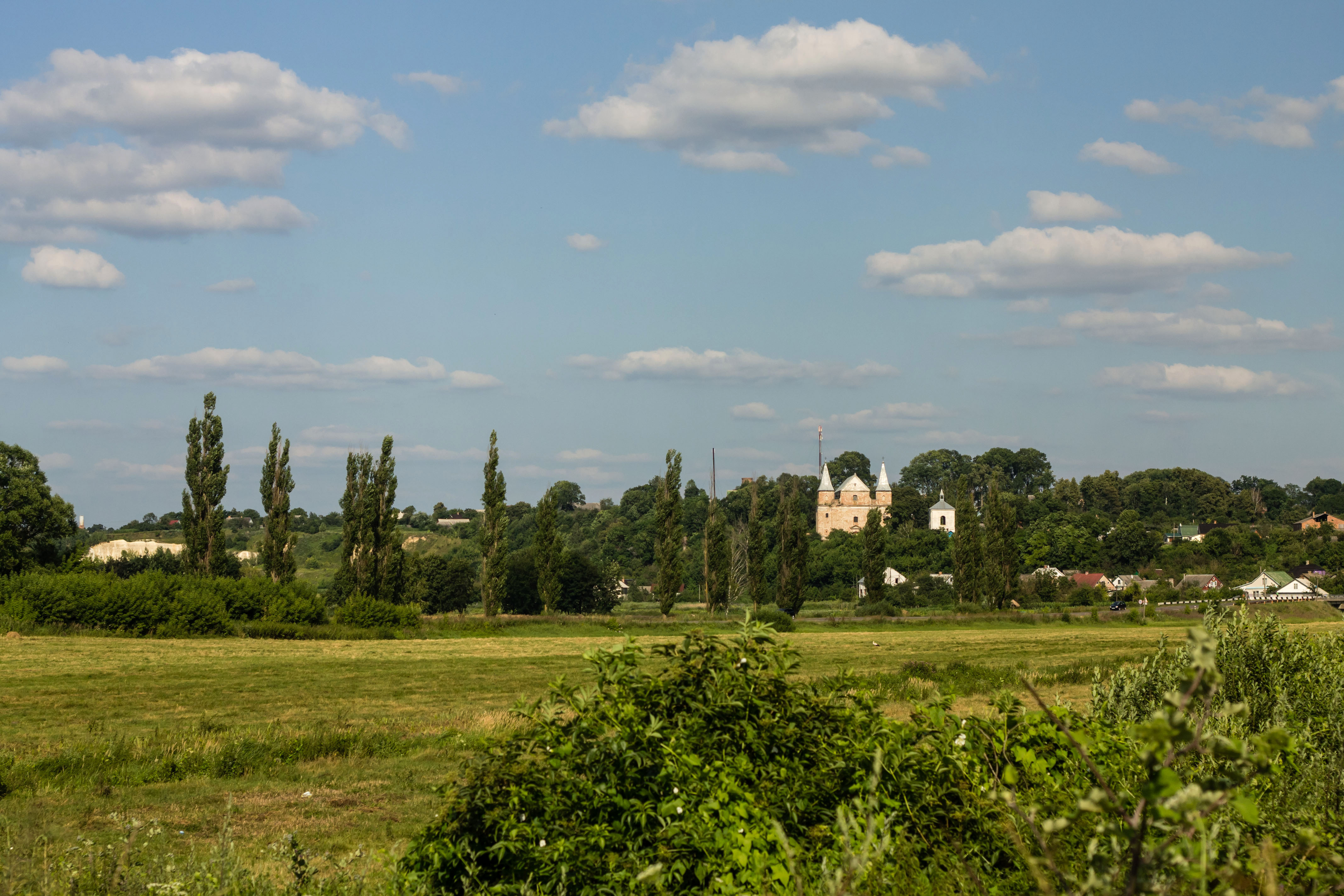
教堂

克莱万（羅馬化：Klevan；又按俄语读音译为克列万）是烏克蘭西部羅夫諾州羅夫諾區克列万市镇内的鎮及其行政中心。處於斯圖巴茲卡河畔，始建於12世紀，面積54.60平方公里，海拔高度218米，2011年人口7,708，人口密度每平方公里141.17人。